# Timothée Pembélé
Timothée Joseph Pembélé (Beaumont-sur-Oise, 9 de septiembre de 2002) es un futbolista francés que juega en la demarcación de defensa para el Sunderland A. F. C. de la Premier League.

## Trayectoria
Tras empezar a formarse durante siete años como futbolista en el US Persan 03, se marchó a la disciplina del Paris Saint-Germain. Finalmente hizo su debut con el primer equipo el 28 de noviembre de 2020 en la Ligue 1 contra el F. C. Girondins de Burdeos, llegando a disputar la totalidad de los 90 minutos del encuentro. Precisamente a este equipo fue cedido en agosto de 2021 una temporada con una opción de compra al final de la misma. Esta no se hizo efectiva y abandonó definitivamente la entidad parisina en septiembre de 2023 tras ser traspasado al Sunderland A. F. C. Allí estuvo un año antes de regresar a Francia después de ser cedido al Le Havre A. C.

## Estadísticas

### Clubes
Actualizado al último partido disputado el 17 de mayo de 2025.
| Club                               | Div.          | Temporada     | Liga  | Liga  | Copas nacionales | Copas nacionales | Copas internacionales | Copas internacionales | Total | Total |
| Club                               | Div.          | Temporada     | Part. | Goles | Part.            | Goles            | Part.                 | Goles                 | Part. | Goles |
| ---------------------------------- | ------------- | ------------- | ----- | ----- | ---------------- | ---------------- | --------------------- | --------------------- | ----- | ----- |
| Paris Saint-Germain F. C. Francia  | 1.ª           | 2020-21       | 6     | 1     | 2                | 0                | 1                     | 0                     | 9     | 1     |
| F. C. Girondins de Burdeos Francia | 1.ª           | 2021-22       | 26    | 1     | 2                | 2                | —                     | —                     | 28    | 3     |
| F. C. Girondins de Burdeos Francia | Total club    | Total club    | 26    | 1     | 2                | 2                | 0                     | 0                     | 28    | 3     |
| Paris Saint-Germain F. C. Francia  | 1.ª           | 2022-23       | 5     | 0     | 1                | 0                | 0                     | 0                     | 6     | 0     |
| Paris Saint-Germain F. C. Francia  | Total club    | Total club    | 11    | 1     | 3                | 0                | 1                     | 0                     | 15    | 1     |
| Sunderland A. F. C. Inglaterra     | 2.ª           | 2023-24       | 8     | 0     | 0                | 0                | —                     | —                     | 8     | 0     |
| Sunderland A. F. C. Inglaterra     | Total club    | Total club    | 8     | 0     | 0                | 0                | 0                     | 0                     | 8     | 0     |
| Le Havre A. C. Francia             | 1.ª           | 2024-25       | 20    | 1     | 1                | 0                | —                     | —                     | 21    | 1     |
| Le Havre A. C. Francia             | Total club    | Total club    | 20    | 1     | 1                | 0                | 0                     | 0                     | 21    | 1     |
| Total carrera                      | Total carrera | Total carrera | 65    | 3     | 6                | 2                | 1                     | 0                     | 72    | 5     |

## Palmarés

### Campeonatos nacionales
| Título               | Club                      | País    | Año  |
| -------------------- | ------------------------- | ------- | ---- |
| Supercopa de Francia | Paris Saint-Germain F. C. | Francia | 2020 |
| Ligue 1              | Paris Saint-Germain F. C. | Francia | 2023 |